# پدهرار
پدهرار (به انگلیسی: Padhrar) یک روستا در پاکستان است که در پنجاب واقع شده‌است.